# جاك بورنيل
جاك بورنيل (بالإنجليزية: Jack Burnell)‏ (مواليد 13 يونيو 1993) هو سبّاح من المملكة المتحدة، مثّل بلاده في الألعاب الأولمبية الصيفية 2016.

## روابط خارجية
جاك بورنيل على موقع الاتحاد الدولي للسباحة (الإنجليزية)
- جاك بورنيل على موقع اللجنة الأولمبية الدولية (الإنجليزية)
- جاك بورنيل على موقع أوليمبيديا (الإنجليزية)
- جاك بورنيل على موقع اللجنة الأولمبية البريطانية (الإنجليزية)